# Бовкун (село)
Бовку́н (укр. Бовкун) — село, входит в Таращанский район Киевской области Украины.
Население по переписи 2001 года составляло 230 человек. Почтовый индекс — 09524. Телефонный код — 4566. Занимает площадь 1,986 км². Код КОАТУУ — 3224487202.

## Местный совет
09523, Київська обл., Таращанський р-н, с.Степок